# Officier interprète
 (septembre 2008).
Améliorez-le ou discutez des points à vérifier. 

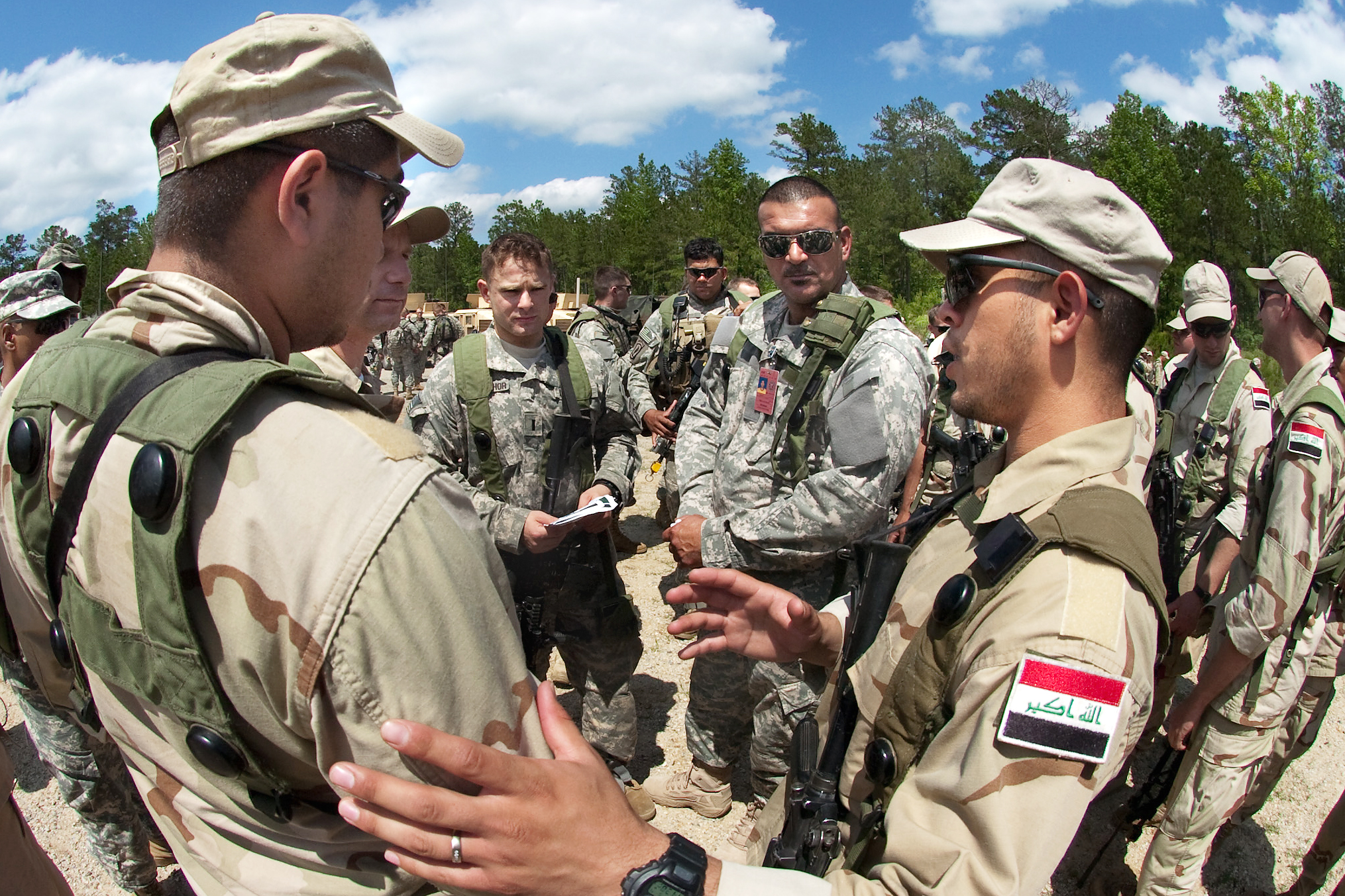
Le Ltn Joshua Stuart-Shor s'entretient avec des chefs de l'armée irakienne par l'intermédiaire d'un interprète né en Irak, Roger Algarawi

Un officier interprète ou interprète militaire est un officier chargé de la traduction au cours d'opérations militaires multinationales conjointes, dans lesquelles les pays engagés n'utilisent pas la même langue, ou au cours de missions dans lesquelles la communication avec la population locale est essentielle, mais rendue difficile par le manque de compétences linguistiques du corps expéditionnaire.